# Sacramento Kings 1999-2000
La stagione 1999-2000 dei Sacramento Kings fu la 51ª nella NBA per la franchigia.
I Sacramento Kings arrivarono quinti nella Pacific Division della Western Conference con un record di 44-38. Nei play-off persero al primo turno con i Los Angeles Lakers (3-2).

## Roster
| N° | Naz.                   | Ruolo | Sportivo             | Anno | Alt. | Peso |
| -- | ---------------------- | ----- | -------------------- | ---- | ---- | ---- |
| 00 | Stati Uniti (bandiera) | G     | Tony Delk            | 1974 | 185  | 86   |
| 4  | Stati Uniti (bandiera) | AC    | Chris Webber         | 1973 | 206  | 111  |
| 7  | Canada (bandiera)      | C     | Bill Wennington      | 1963 | 213  | 111  |
| 10 | Stati Uniti (bandiera) | G     | Ryan Robertson       | 1976 | 196  | 86   |
| 15 | Stati Uniti (bandiera) | G     | Darrick Martin       | 1971 | 180  | 77   |
| 16 | Jugoslavia (bandiera)  | GA    | Predrag Stojaković   | 1977 | 206  | 100  |
| 20 | Stati Uniti (bandiera) | G     | Jon Barry            | 1969 | 193  | 88   |
| 21 | Jugoslavia (bandiera)  | C     | Vlade Divac          | 1968 | 216  | 110  |
| 23 | Stati Uniti (bandiera) | GA    | Tyrone Corbin        | 1962 | 198  | 95   |
| 25 | Stati Uniti (bandiera) | GA    | Nick Anderson        | 1968 | 198  | 93   |
| 31 | Stati Uniti (bandiera) | C     | Scot Pollard         | 1975 | 211  | 120  |
| 34 | Stati Uniti (bandiera) | A     | Corliss Williamson   | 1973 | 201  | 111  |
| 51 | Stati Uniti (bandiera) | A     | Lawrence Funderburke | 1970 | 206  | 104  |
| 55 | Stati Uniti (bandiera) | G     | Jason Williams       | 1975 | 185  | 86   |

## Staff tecnico
- Allenatore: Rick Adelman
- Vice-allenatori: Byron Scott, John Wetzel, Pete Carril